# 白浪島童軍露營
白浪島童軍露營，是在南英格蘭普勒港中白浪島所舉辦的一個露營活動，由羅伯特·貝登堡策畫，用以測試他的著作《童軍警探》（Scouting for Boys）中的想法。20位來自不同背景的男性青少年獲邀參與，營期從1907年8月1日到8月8日，內容包括露營、觀察、叢林知識、騎士精神、急救與愛國精神。由於該次露營是世界上第一個童軍露營，因此在活動舉辦後受到注重，成為國際童軍運動真正的起源。
直到1930年代早期，童軍露營活動持續在白浪島上舉行。1963年，當白浪島成為國家信託底下的自然保護區時，奧莉芙·貝登堡成立了50英畝（200,000平方公尺）的正式童軍營地。1973年，600位童軍成員在白浪島舉辦國家性質的大露營。
2007年8月1日，童軍百年慶祝活動選擇在白浪島童軍營地舉行，慶祝全球第1次童軍露營100週年。英國童軍總會在該營地的活動包含4個童軍營隊和日出儀式。

## 背景

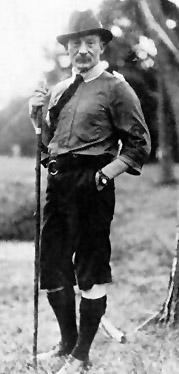
1907年在白浪島的貝登堡

在1899年至1900年於第二次布爾戰爭，梅富根城戰役中的成功防禦之後，羅伯特·貝登堡成為一個國家英雄。在這次圍城攻擊中，梅富根軍校學生軍團12歲至15歲的少年致力於訊息傳遞，他們的機智和勇敢在貝登堡眼裡印象深刻。貝登堡也出版了一系列的軍事偵查書籍，包含了在1899年出版，後來成為暢銷書籍，被教師和青少年團體所使用的《給軍士和士兵們的偵查指引》（Aids to Scouting for NCO's and Men）。在戰後的數年之間，貝登堡開始和其他人討論一個新的青少年組織構想，包含創立基督少年軍的威廉·亞歷山大·史密斯。貝登堡在撰寫《童軍警探》（Scouting for Boys）時，為了測試他的想法，於1907年夏天，構想了一個實驗性營隊，並且在白浪島組織並舉辦。他邀請他的老友，肯尼斯·麥克拉倫少校，幫忙這個營隊。

## 第一次童軍露營

### 營地和營隊組織

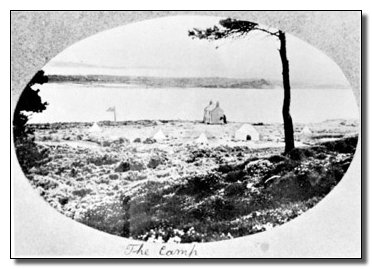
1907年8月，白浪島第1次童軍宿營的明信片

白浪島共覆蓋了560英畝（2.3平方公里）的森林地，和2個空曠地區及2座湖。貝登堡在小的時候，曾和他的兄弟一起拜訪過這座島嶼。這個島嶼完全符合貝登堡的需求：它孤立於大陸之外，可以產生一定的生存壓力，但是從普爾到此只有一段短短的遊艇路程，以利於後勤補給。白浪島的主人，查爾斯·凡·瑞爾特，非常高興地提供做為營地。
貝登堡邀請了21位不同背景的男性少年參加營隊，在階級意識強烈的愛德華時代英格蘭，是一個革命性的想法。其中10位是來自於富裕的公學，像是伊頓公學和哈羅公學，而且大部分都是貝登堡朋友的兒子；7位則是來自伯恩茅斯的基督少年軍，3位來自普勒的基督少年軍。貝登堡的9歲外甥唐納·貝登堡也參與這個營隊。當時的營隊費用是：來自公學的參加者1英鎊，其餘的參加者3先令6便士。這些少年被分成4個小隊：狼、烏鴉、公牛和鷸。
做為第1次童軍露營，參與成員並沒有穿制服，但是他們戴起卡其色的領巾，並且被贈與黃銅色的百合花徽章，這是童軍徽章第1次被使用到。他們並且在他們的肩部佩帶裝飾結，以代表他們的小隊：公牛小隊為綠色、狼小隊為藍色、鷸小隊為黃色、烏鴉小隊為紅色。小隊長則是帶著畫有小隊動物的旗幟和旗杆。在通過繩結、追蹤和國旗的測試之後，他們會得到另外一個黃銅徽章，樣式為一個卷軸，上面有（準備）字樣，佩帶在百合花徽章下面。

### 流程

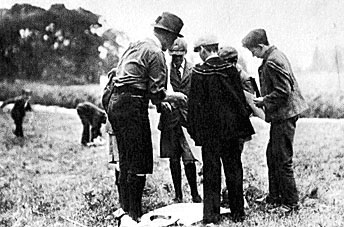
在白浪島上的羅伯特·貝登堡和未來的童軍成員

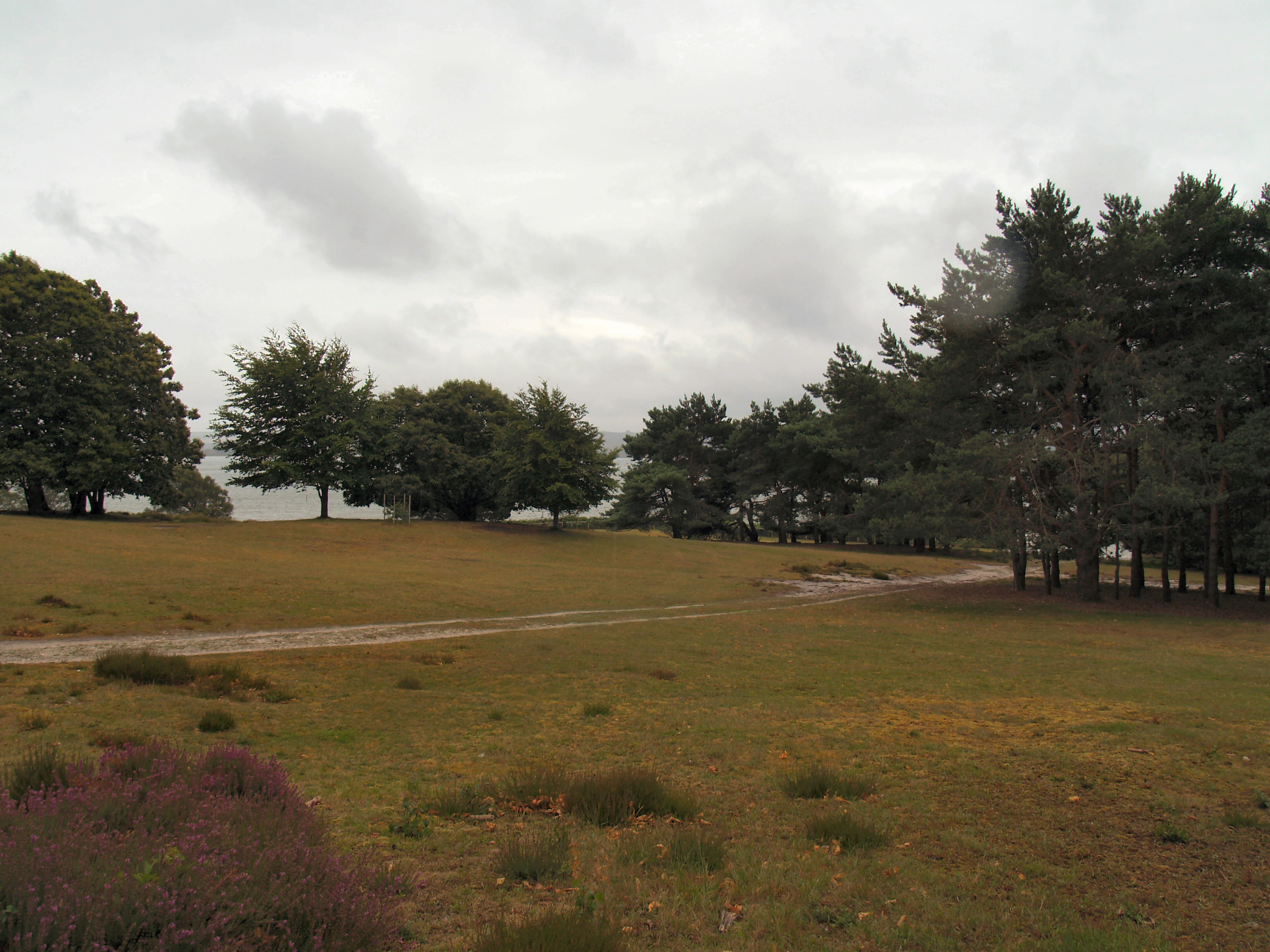
白浪島上的營隊帳篷地點

營隊是由一個號角聲開始，所使用的號角是來自貝登堡於第二次馬塔貝勒戰爭時，所獲得的大條紋羚號角。在22年後，也就是1929年，他也使用這個號角做為第3次世界大露營的開始。貝登堡充分運用了在梅富根城戰役所建立起來的個人英雄聲望。對於許多參與成員來說，在這次營隊中所聚焦的就是講述非洲經驗的營火談話，以及祖魯族的（字面上為「他是一隻獅子」）歌謠。
每個小隊在露營時使用鐘狀帳篷。營期的生活開始於早上6時，隨後是可可飲料、運動、升旗和祈禱，早上8時進行早餐。接下來就是基於每日主題的運動，如果認為必要的話，還會加上沐浴。在午餐之後則是一段嚴格的午休（不允許講話），下午則是基於當日主題的活動。下午5時，一天的結束就在遊戲、晚餐、營火談話和祈禱之中度過。不論年齡，晚上9時一律強制熄燈就寢。
每天的活動都會配有不同的主題：
| 第1天 （8月1日） | 預備日   | 分配小隊、分配工作、小隊長特別介紹、營地安置                           |
| 第2天            | 露營活動 | 露營技能、搭帳、繩結、生火、烹飪、健康和衛生、忍耐                     |
| 第3天            | 觀察     | 追蹤、記憶細節、從追蹤痕跡和記號推測意義、視力訓練                     |
| 第4天            | 森林知識 | 動物、鳥類、植物和星星的認識、追蹤動物                                 |
| 第5天            | 騎士精神 | 榮譽、騎士規律、不自私、勇氣、慈善、節儉、忠誠、騎士對於女性、日行一善 |
| 第6天            | 求生     | 急救（火、溺水、沼氣、被脫韁馬匹受傷、街道車禍等等）                   |
| 第7天            | 愛國     | 大英帝國的歷史和豐功偉業、海陸軍、國旗、公民責任、射擊術               |
| 第8天            | 總結     | 所有課程的總結、運動日                                                 |

所有的參與者在1907年8月9日，也就是第9天，搭乘遊艇離開。貝登堡的構想營隊獲得成功。在營期結束之後，財務虧損剛好超過24英鎊，營期的支出為55英鎊2先令8便士。這些虧損由薩森·諾柏所付清，他的2個兒子馬柯和杭菲也參與這個營隊。